# L'Aile du dragon
L'Aile du dragon (Dragon Wing) est le premier des sept tomes qui composent le cycle Les Portes de la mort. Il a été coécrit par les écrivains Margaret Weis et Tracy Hickman en 1990 et est sorti en France en 1992 aux éditions Pocket.
Il a été traduit de l'américain par Simone Hilling.

## Résumé
Sur Arianus, monde formé de plusieurs îles qui flottent dans le ciel, Hugh La-Main a été condamné à mort. Certains diraient que c'est une bonne idée, car Hugh est un assassin hors pair. Pourtant, le roi Stephen lui-même le libère afin qu'il accomplisse une mission très spéciale. Il veut la mort de son propre fils.
Bien plus bas, sous toutes les îles, vivent des nains (appelés aussi Guègues par les Elfes, mot signifiant insecte dans leur langue) qui passent leur temps à faire tourner une immense machine : la Bougonne-Batte. Ils espèrent que leur travail attirera la bienveillance des Dieux du dessus, les Créchis-Créchas... Mais l'un de ces nains, Lambic Serre-Boulon, est bien trop curieux et maladroit pour que tout fonctionne correctement autour de lui.
Loin de ce monde de menschs, les Patryns ont réussi, quelques-uns du moins, à s'échapper du Labyrinthe. Le seigneur Xar, premier rescapé, veut alors se venger des ennemis héréditaires de son peuple, les Sartans. Mais tout d'abord il faut préparer le terrain, c'est pourquoi il envoie Haplo sur Arianus. Il espère que son homme de main pourra retrouver la trace des Sartans.
Pour cela, Haplo se prépare à traverser les Portes de la Mort, route qui relie les quatre mondes créés par la Séparation.

## Personnages
- Haplo
- Alfred Montbank
- Seigneur Xar, seigneur du Nexus
- Tourment, Fils d'Iridal
- Lambic le "Guègue"
- Secousse
- Hugh La-Main
- Sinistrad
- Iridal
- Chien
- Haut Contre-sous-Maître(roi des Guègues)